# Oligia vulgivaga
Oligia vulgivaga är en fjärilsart som beskrevs av Morrison 1874. Oligia vulgivaga ingår i släktet Oligia och familjen nattflyn. Inga underarter finns listade i Catalogue of Life.